# Jytte Augustesen
Jytte Augustesen (født 23. januar 1943 på Amager), dansk maler og billedkunstner. Forældrene var radio- og tv-tekniker Hans Gerhard Herluf Augustesen og kirkesanger Gudrun Hansen. Ægteskab 1962 med maleren Ole Sporring. Ægteskabet opløst 1990.

## Biografi
Jytte Augustesen forberedte sig 1960-1962 til Kunstakademiet på Robert Askou-Jensens tegneskole på Glyptoteket. 1962 blev hun påtaget på Kunstakademiet, hvor hun som lærer fik professor Dan Sterup-Hansen på malerskolen til 1963 og samme på skolen for mur- og rumkunst 1963-1969.
Sammen med andre kunstnere eksperimenterede Jytte Augustesen med lyset som en del af kunstværket på værkstedet hos H. Følsgaard Elektro i 1966-1968. Interessen blev styrket ved forsøg med farvet akryl, hvor hun var een af de første herhjemme, der beskæftigede sig med emnet på Kunstakademiets Skole for Mur- og Rumkunst.
I sine senere malerier arbejdede Jytte Augustesen videre med lyset og farver som turkis, grøn, orange, pink og violet samlet i koloristisk helhed på baggrund af sort.
Jytte Augustesen gjorde en stor organisatorisk indsats som leder af Kunstnernes Statsunderstøttede Croquisskole i København fra 1986 og til skolens lukning i 1995. Kunsthistorikeren Sofie Olesdatter Bastiansen beskriver historien om Croquisskolen sådan: "Historien om Kunstnernes Statsunderstøttede Croquisskole er en historie om viljen til at drive en skole på trods af dårlig økonomi. Det er en historie om Astrid Holm, Gudrun Grove, Kirsten Gye Sejg, Gudrun Lorenzen og de efterfølgende ledere Therese Dragshøj og Jytte Augustesen, der gennem deres lederskab var med til at opretholde skolen som et attraktivt mødested for kunstnere gennem deres engagement for at undervise og drive skolevirksomhed."

## Uddannelse
- 1960-1962 Robert Askou-Jensens tegneskole på Glyptoteket
- 1962-1963 Kunstakademiet, malerskolen hos professor Dan Sterup-Hansen
- 1963-1969 Kunstakademiet, Skolen for Mur- og Rumkunst hos professor Dan Sterup-Hansen

### Rejser og udlandsophold
- 1964 Leningrad, Moskva
- 1967 Paris
- 1985 Tyskland, Frankrig

### Stillinger og hverv
- 1986-1995 Leder af Kunstnernes Statsunderstøttede Croquisskole, København
- 1987-1989 Medlem af legatudvalget under Akademirådet
- 1989-1990 Bestyrelsesmedlem i udstillingsstedet Overgaden, København

### Stipendier og udmærkelser
- 1980 Rigenstrup
- 1980 1. præmie i konkurrence om gavludsmykning
- 1981 Konows Legat
- 1982 Dresler
- 1983 Statens Kunstfond
- 1984 Bojesen
- 1985 C. L. David

- 1988 Henry Heerups Legat

- 1989 Anne Marie Telmányi
- 1989 Akademiet

## Udstillinger
- 1977 Kunstnernes Efterårsudstilling
- 1980 NIKOLAJ, Åben konkurrence om udsmykning af tænkt husgavl (1. præmie)
- 1980 Københavns Rådhus "På vej"
- 1983 Charlottenborg "Kunstnere for Fred"
- 1986 Kvindelige Kunstneres Samfund

### Separatudstillinger
- 1966 Den Permanente
- 1966 Georg Jensen, New York
- 1978, 1981,1985 Galleri A Gruppen, København
- 1988 Overgaden, København (sammen med Jan Holger Jerichau)
- 1992 Galleri Trap, København

## Værker i offentlig eje
- 1966 Rye Teaterklub, København, Lysrelieffer i sortmalet aluminium
- 1979 Kunstnernes Efterårsudstilling plakat og katalogforside
- 1984 Udsmykning af toiletvogn for Café-Pavillonen, Fælledparken, København
- 1984 Gavlmaleri Gothersgade, København